# Dichochrysa luctuosa
Dichochrysa luctuosa är en insektsart som först beskrevs av Banks 1911.  Dichochrysa luctuosa ingår i släktet Dichochrysa och familjen guldögonsländor. Inga underarter finns listade i Catalogue of Life.